# Santa María del Tiétar
Santa María del Tiétar község Spanyolországban, Ávila tartományban. Santa María del Tiétar Sotillo de la Adrada, Casillas és Rozas de Puerto Real községekkel határos. Lakosainak száma 553 fő (2024).

## Népesség
A település népessége az utóbbi években az alábbiak szerint változott:
| Lakosok száma | 408  | 425  | 501  | 640  | 593  | 540  | 483  | 445  | 484  | 553  |
|               | 2001 | 2004 | 2006 | 2009 | 2011 | 2014 | 2016 | 2019 | 2021 | 2024 |